# Патарены
Патаре́ны — участники патарии, религиозного движения обедневших слоёв городского населения Северной Италии, особенно Милана, в XI—XIII вв., одна из ветвей катаров. Подверглись истреблению при папе Иннокентии III.
Патарены обличали тех представителей церкви, которые покупали за деньги свои саны или занимались другой деятельностью, которой не подобает заниматься представителям духовенства. Они также поднимали восстания в Милане, подвергали конфискации имущество богатого духовенства и производили обыски в домах церковных служителей. Патарены, возмущённые вымогательствами разбогатевших церковников, врывались в церкви, изгоняли оттуда священников и продолжали преследовать их повсюду.